# 數位用戶線路接取多工器

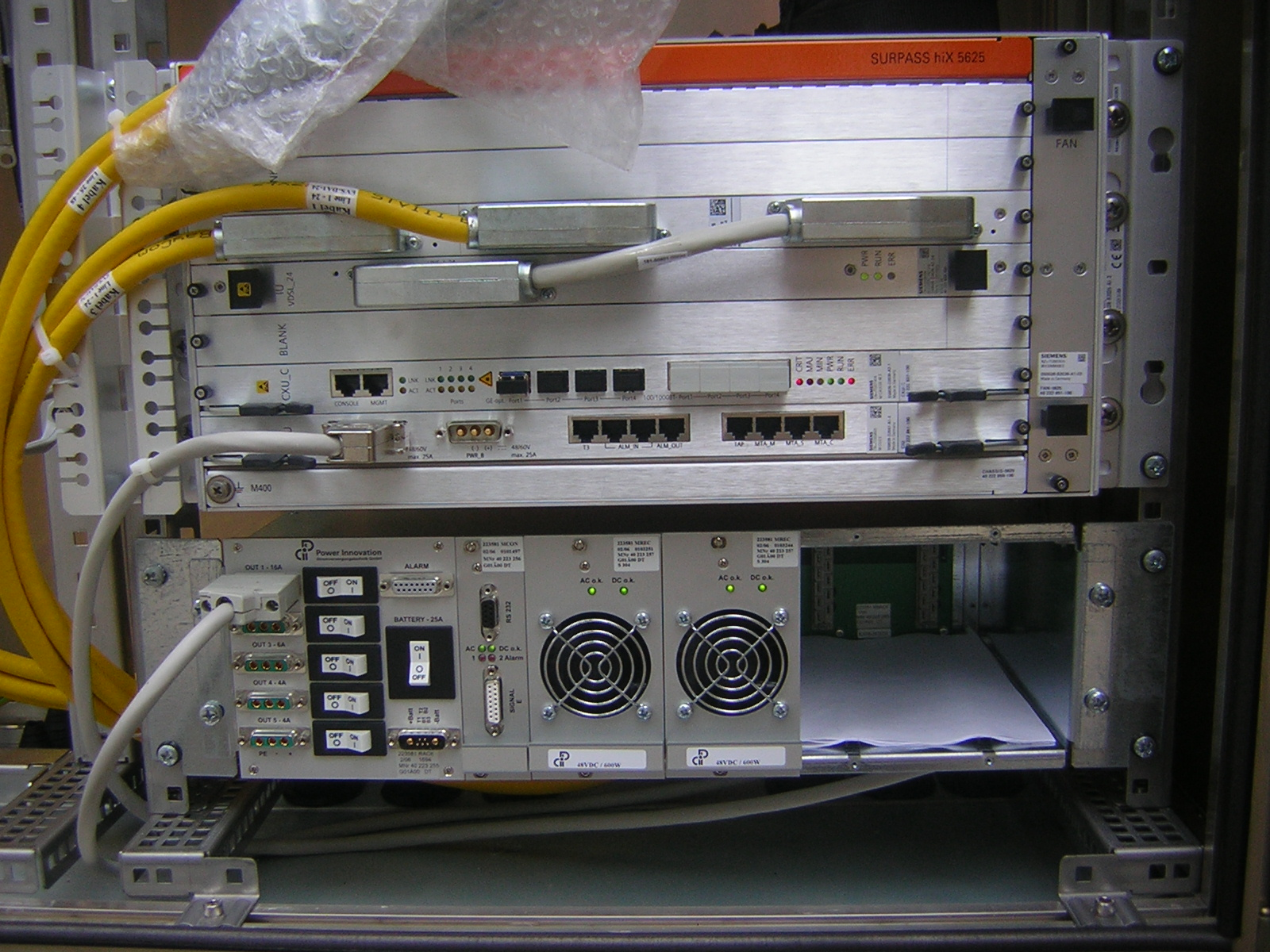
Siemens DSLAM SURPASS hiX 5625

數位用戶線路接取多工器（DSLAM，英文全稱Digital Subscriber Line Access Multiplexer ）透過電話線提供高速網際網路接入服務。 DSLAM是一種安裝在近客户端的網路裝置，利用多工技術將大量用戶的DSL線路連接至高速骨幹網路。  電信公司通過將DSLAM安裝在離電話交換機較遠距離上，讓那些原本因為離電話交換機的距離超出DSL最大工作距離的客戶，得以使用DSL技術。

## 數據通往DSLAM的路線
1. 住宅/商業數據源：客戶的電腦連接了DSL數據機。
2. 本地環線：電信公司的電線從本地連接至電話總局，這段距離經常被稱為“最後一公里”
3. DSLAM：從客戶（下行）發送數據，這些數據可能同時混雜語音和VDSL信號，DSLAM負責將數據信號上行至適當的載波網路、將語音信號傳送到交換機。
4. 主配電板 (MDF)：將外部DSL線路與內部線路連接在一起的配線架。在通信業，主配電板基本上與電纜室相同，距離電話交換機亦不遠。

## DSLAM扮演的角色

xDSL連接圖

在電信公司（telco）中，DSLAM設備會從其若干個調制解調器(modem)端口收集聲音和數據信號，接著通過多工技術將其合成為一個複雜的合成「信號」。依據設備結構和安裝設置，一個DSLAM通過非對稱傳輸樣式（ATM）、訊框中繼以及IP網路來聚合DSL線路。亦即，IP-DSLAM會使用PTM-TC(封包傳輸模式—傳輸匯聚)協議來堆疊。
通過「接取網路」（或稱「網路服務提供」），由DSLAM輸出的合成信號傳輸到比特率高達10 Gbits的網際網路骨幹交換機上。 DSLAM的功能恰如一個網路交換機，位於OSI七層模型中的第二層。正因如此，DSLAM只能在ISP設備和最終用戶連接點之間傳輸數據，而無法傳輸於多個IP網路之間。DSLAM流量會被切換到寬帶遠程接入服務器，並在此通過ISP網路將最終用戶的流量路由至網際網路。
與DSLAM連接良好的用戶駐地設備可以利用增強過的電話語音和數據線信令，還有頻寬監控和補償的能力。
一個DSLAM可能位於電話公司的中央機房，也可能在鄰近的服務區接口 (SAI)內為多個數據和語音客戶提供服務，也可能與一個數位迴路載體連接。 
DSLAM也被使用於賓館、飯店、居民區附近或其他公司操作他們自己的私有電話交換機。
除了作為數據交換機和多工器，DSLAM也是一個大型的調制解調器集合，每個聚合卡上的調制解調器皆與個別用戶的DSL數據機進行通信。
這種調制解調器的功能被整合到DSLAM本身，而不是通過外部設備(如20世紀的語音頻段調制解調器)來實現。與傳統的語音帶調制解調器一樣，DSLAM的整合式DSL調制解調器通常能夠探測線路，並以電子補償或數位補償方式，對前向回聲和其他帶寬限制的因素進行自我調整，以便以最大速率來傳輸數據。
這種補償能力還利用了性能更佳的「平衡線路」DSL連接，提供比「無屏蔽雙絞線(UTP)以太網連接」更長的局域網段的能力。平衡線類型的硬體通常需要平衡線才能正常工作。這是由於平衡線的標稱線路阻抗（以歐姆為單位，但是包括電阻和電感）比UTP低一些，而能夠支持「較弱的」信號（然而，構成這種數位接口所需的固態電子元件的成本更加昂貴）。

## 速度與距離的關係
頻率越高，以雙絞線傳輸時訊號衰減越激烈。因此DSLAM與使用者的距離越遠，資料的傳送速率越低。以下列出距離與最高傳送速率的大概關係。實際上在距離超過2公里時，經常需要在中途增設DSLAM才能將速度提升到可以接受的程度。
- 25 Mbit/s (~300 m)
- 24 Mbit/s (~600 m)
- 23 Mbit/s (~900 m)
- 22 Mbit/s (~1.2 km)
- 21 Mbit/s (~1.5 km)
- 19 Mbit/s (~1.8 km)
- 16 Mbit/s (~2.1 km)
- 1.5 Mbit/s (4.5 km)
- 800 kbit/s (~5.2 km)
- 使用0.40mm銅絞線

## 附加功能
當流量從用戶傳遞至到上游路由器時，DSLAM可能提供標記VLAN流量的能力。雖然不是一個完全狀態的防火牆，一些DSLAM設備也提供封包過濾功能，比如減少端口間通信和丟掉某些指定的通信協議。
DSLAM也支持服務質量（QoS）特性像搶占（contention），區分服務(DiffServ) 和優先佇列（priority queue）。

## 硬體細節
用戶使用傳統非屏蔽雙絞電話線(UTP)，通過ADSL modem或者連接到公共交換電話網路(PSTN)的DSL路由器連接DSLAM。
每一個DSLAM由多聚合卡組成。每一張聚合卡由多個與用戶線相連的計算機硬體端口組成。通常，一張DSLAM聚合卡有24個端口，但是這個數字可以被每一個製造商修改。大部分DSLAM設備安裝在電信公司機房內，並且由48伏直流供電。因此一個標準的DSLAM設備包括電壓轉換器，DSLAM基座、聚合卡、敷設電纜、上行鏈路。
在上行主幹(ISP)端，許多早期的dslam使用ATM，這種方法被DSL論壇標準化，而該論壇後來支持稍後出現的吉比特以太網。今日最常用的上行鏈路是吉比特以太网或吉比特光纖鏈路。

## IP-DSLAM
IP-DSLAM代表网际协议數位用戶線路訪問多工器。 用戶流量主要是基於IP。
20世紀的傳統DSLAM使用異步傳輸模式（ATM）技術連接到上游的ATM路由器、交換機。接著這些設備會提取IP流量並將其傳遞到IP網路中的IP路由器。 因為DSL本身是基於ATM的，並且理論上可以在該ATM流中承載IP以外的數據，因此這樣的分工是明智的。 相反，IP-DSLAM會提取DSLAM中的IP流量，並將其傳遞給IP路由器。 與傳統的ATM DSLAM相比，IP-DSLAM的優勢在於，合併後所投入的設備製造和操作成本較低，並且可以提供更豐富的功能。

## 另見
- ADSL

## 外部連結
- Google Directory: DSL Vendors （页面存档备份，存于）
- Technical whitepaper on merging fiber with DSLAM